# 트리폴리 (그리스)
트리폴리(그리스어: Τρίπολη, Trípoli) 또는 트리폴리스(그리스어: Τρίπολις, Trípolis)는 그리스 펠로폰네소스반도 중부에 위치한 도시로, 펠로폰네소스 주의 주도이자 아르카디아 현의 현청 소재지이며 면적은 119.3km2, 높이는 655m, 인구는 28,976명(2001년 기준), 인구 밀도는 243명/km2이다. 과거에는 트리폴리차(Τριπολιτσά, Tripolitsa)라고 부르기도 했다.

## 역사
현재의 트리폴리가 건설된 시기는 1770년이며 인근에 있던 고대 도시 유적 3개 위에 건설되었다고 전해진다. 트리폴리라는 이름도 "3개의 도시"를 뜻하는 단어인 "트리폴리스"에서 유래된 이름이다. 오스만 제국의 지배를 받는 동안 트리폴리는 펠로폰네소스반도의 중심지 가운데 하나로 여겨졌으며 무슬림과 유대인 대부분이 거주했다.
그리스 독립 전쟁 당시에는 그리스 독립군 세력의 요충지로 여겨졌으며 1821년 10월 17일에 일어난 트리폴리차 포위전 때 많은 그리스계 주민들이 희생되었다. 한편 그리스계 주민들은 이에 대한 보복으로 무슬림과 유대인 주민들을 학살했다. 1825년 6월 22일 이브라힘 파샤가 수복하면서 그리스계 주민들로부터 버려진 곳으로 남았다. 1828년 펠로폰네소스반도에서 후퇴한 오스만 제국에 의해 파괴되기도 했지만 1834년 재건되었다.

## 기후
| Tripolis의 기후                                | Tripolis의 기후 | Tripolis의 기후 | Tripolis의 기후 | Tripolis의 기후 | Tripolis의 기후 | Tripolis의 기후 | Tripolis의 기후 | Tripolis의 기후 | Tripolis의 기후 | Tripolis의 기후 | Tripolis의 기후 | Tripolis의 기후 | Tripolis의 기후 |
| 월                                             | 1월             | 2월             | 3월             | 4월             | 5월             | 6월             | 7월             | 8월             | 9월             | 10월            | 11월            | 12월            | 연간            |
| ---------------------------------------------- | --------------- | --------------- | --------------- | --------------- | --------------- | --------------- | --------------- | --------------- | --------------- | --------------- | --------------- | --------------- | --------------- |
| 역대 최고 기온 °C (°F)                         | 20.4 (68.7)     | 24.2 (75.6)     | 25.4 (77.7)     | 29.8 (85.6)     | 36.6 (97.9)     | 39.8 (103.6)    | 42.2 (108.0)    | 39.8 (103.6)    | 35.4 (95.7)     | 33.8 (92.8)     | 26.8 (80.2)     | 22.6 (72.7)     | 42.2 (108.0)    |
| 일평균 최고 기온 °C (°F)                       | 9.4 (48.9)      | 10.3 (50.5)     | 13.0 (55.4)     | 17.3 (63.1)     | 22.7 (72.9)     | 27.6 (81.7)     | 30.1 (86.2)     | 29.9 (85.8)     | 26.5 (79.7)     | 20.3 (68.5)     | 15.5 (59.9)     | 11.1 (52.0)     | 19.5 (67.1)     |
| 일일 평균 기온 °C (°F)                         | 5.1 (41.2)      | 5.7 (42.3)      | 8.0 (46.4)      | 11.9 (53.4)     | 17.0 (62.6)     | 21.9 (71.4)     | 24.5 (76.1)     | 23.9 (75.0)     | 20.1 (68.2)     | 14.4 (57.9)     | 10.0 (50.0)     | 6.7 (44.1)      | 14.1 (57.4)     |
| 일평균 최저 기온 °C (°F)                       | 0.9 (33.6)      | 1.4 (34.5)      | 2.6 (36.7)      | 5.1 (41.2)      | 8.2 (46.8)      | 11.9 (53.4)     | 14.3 (57.7)     | 14.4 (57.9)     | 11.7 (53.1)     | 8.2 (46.8)      | 5.0 (41.0)      | 2.7 (36.9)      | 7.2 (45.0)      |
| 역대 최저 기온 °C (°F)                         | −17.0 (1.4)     | −15.8 (3.6)     | −16.0 (3.2)     | −4.0 (24.8)     | −0.2 (31.6)     | 4.0 (39.2)      | 7.6 (45.7)      | 7.8 (46.0)      | 0.4 (32.7)      | −2.6 (27.3)     | −5.8 (21.6)     | −11.0 (12.2)    | −17.0 (1.4)     |
| 평균 강수량 mm (인치)                          | 119.2 (4.69)    | 100.4 (3.95)    | 72.3 (2.85)     | 59.2 (2.33)     | 35.4 (1.39)     | 24.8 (0.98)     | 18.9 (0.74)     | 15.6 (0.61)     | 24.7 (0.97)     | 78.6 (3.09)     | 114.0 (4.49)    | 147.7 (5.81)    | 810.8 (31.9)    |
| 평균 강수일수                                  | 13.7            | 12.8            | 12.5            | 11.5            | 9.2             | 6.1             | 4.0             | 3.3             | 4.8             | 9.8             | 11.9            | 15.6            | 115.2           |
| 평균 상대 습도 (%)                             | 76.1            | 74.4            | 69.3            | 62.5            | 57.0            | 47.4            | 44.1            | 45.9            | 54.5            | 75.4            | 77.4            | 77.5            | 63.5            |
| 출처: Hellenic National Meteorological Service |                 |                 |                 |                 |                 |                 |                 |                 |                 |                 |                 |                 |                 |

## 자매 도시
- 레바논 비블로스